# Mitja Smiljanić
Mitja Smiljanić (Varaždin, 18. ožujka 1987.) je hrvatski kazališni, televizijski i filmski glumac.

## Filmografija

### Televizijske uloge
- "Zakon!" kao mladić u autu (2009.)
- "Crveni kamen" kao Marek Szczesny (2018.)

### Filmske uloge
- "Veza" kao osuđenik (2007.)
- "Daša" kao Dima (2008.)
- "Da mogu..." kao čovjek #1 (2009.)
- "BloodRayne: Treći Reich" kao njemački vojnik (2011.)
- "Blubberella" kao njemački vojnik (2011.)
- "Zaboravljena zemlja" kao Florian Gabriel Tone (2017.)
- "Ispaštanje" kao Gerard Butler (2017.)
- "Pisanje kući" kao prodavač (2017.)
- "Crna '47" kao seljak (2017.)
- "Edgar" kao Edgar (2020.)

### Sinkronizacija
- "Šepavo janje" kao Joshua
- "Princeza sunca" kao Tut (2007.)
- "Astralni ritam" kao Chris Rock
- "Dječjih 10 Božjih zapovijedi" kao tele Jakov i Efron
- "Sretni patuljak" kao Lil' Farley
- "Kenny, morski pas" kao Kenny
- "Speed Racer" kao Speed Racer Jr. i X Racer
- "Dinotopia: Potraga za starim rubinom" kao mornar (2005.)
- "Divlji valovi" kao pingvinski obožavatelj (2007.)
- "Miki Maus i prijatelji" kao Miki Maus (2007.)
- "Zvončica kao Tibor (2008.)
- "Grom" kao Tom (2008.)
- "Pinokio" kao Lampy (2008.)
- "Osvetnici: Nova generacija" kao James Rogers (2008.)
- "Zvončica i izgubljeno blago" kao Tibor (2009.)
- "Fantazija" kao Miki Maus (2010.)
- "Fantazija 2000" kao Miki Maus (2010.)
- "Zvončica i veličanstveno vilinsko spašavanje" kao Tibor (2010.)
- "Kako izdresirati zmaja" kao Štucko (2010.)
- "Konferencija životinja" kao Bob i Sup (2011.)
- "Rango" kao Waffles (2011.)
- "Škola za vampire" kao Oskar Von Horrificus (2011.)
- "Žaboglavi Živko" (2011.)
- "Štrumpfovi 1, 2" kao Trapavi (2011., 2013.)
- "Crvene kapice" kao Yotan (2011.)
- "Štrumpfovi: Božićna priča" kao Trapavi (2011.)
- "Zvončica i tajna krila" kao Tibor (2012.)
- "Miki Maus: Nabavi si konja" kao Miki Maus (2013.)
- "Svemogući Spider-Man"" kao Peter Parker/Spider-Man (2014.)
- "Ratovi zvijezda: Pobunjenici" kao Ezra Bridger (S1-2) (2015., 2017., 2019.)
- "Klub Mikija Mausa" kao Miki Maus (2015.-2020.)
- "Ratchet i Clank" kao Rachet (2016.)
- "Kako izdresirati zmaja 3: Skriveni svijet" kao Štucko (2019.)

## Vanjske poveznice
- Mitja Smiljanić u internetskoj bazi filmova IMDb-u (engl.)